# Two Rock Mountain
Two Rock Mountain är ett berg i republiken Irland.   Det ligger i provinsen Leinster, i den östra delen av landet, 10 km söder om huvudstaden Dublin. Toppen på Two Rock Mountain är 532 meter över havet, eller 147 meter över den omgivande terrängen. Bredden vid basen är 3,9 km. Two Rock Mountain ingår i Wicklowbergen.
Terrängen runt Two Rock Mountain är kuperad söderut, men norrut är den platt.Runt Two Rock Mountain är det tätbefolkat, med 427 invånare per kvadratkilometer. Närmaste större samhälle är Dublin, 10,4 km norr om Two Rock Mountain. Trakten runt Two Rock Mountain består i huvudsak av gräsmarker.